# إبرندس

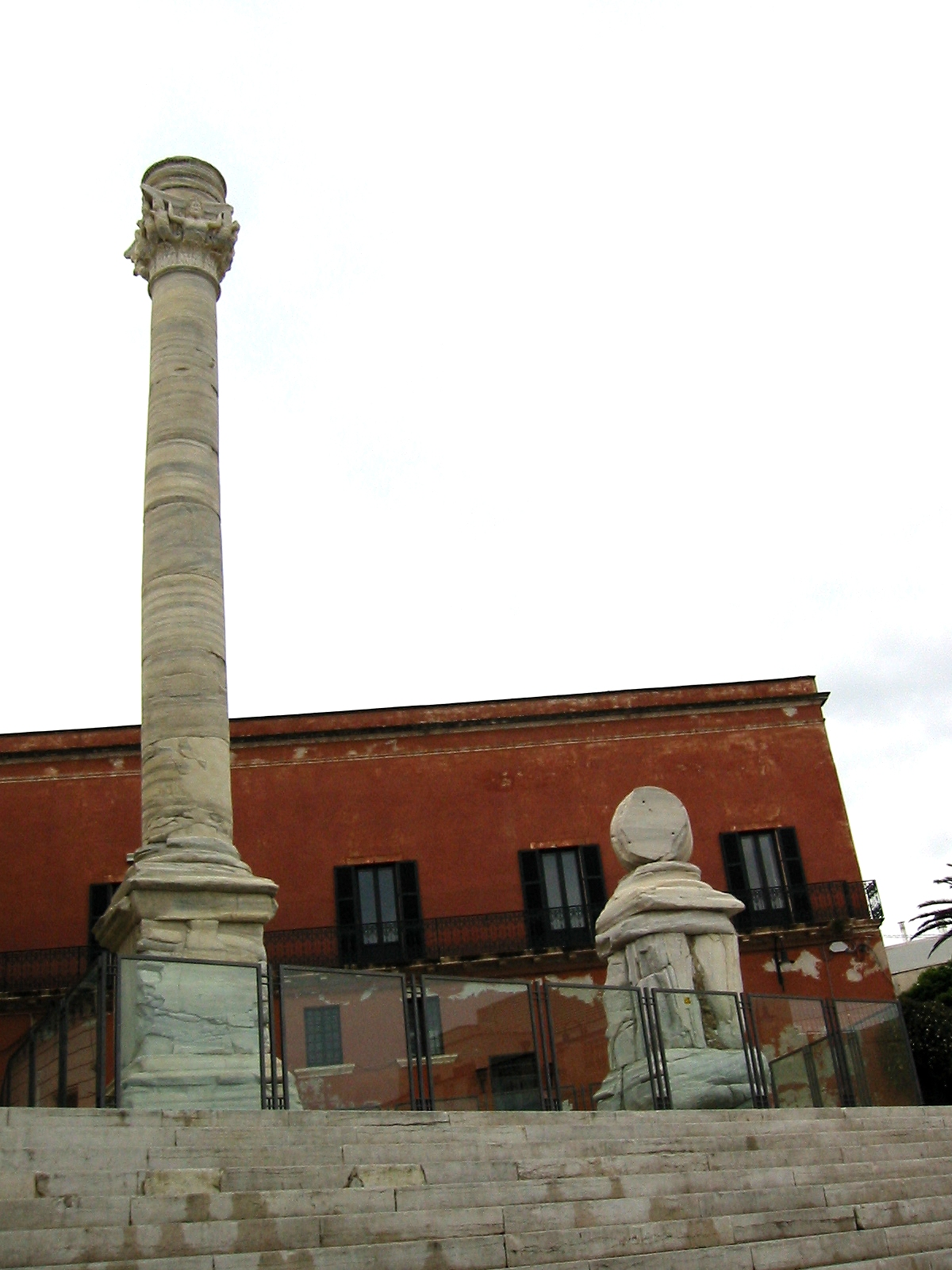
العمود عند نهاية طريق أبيا التاريخي أمام الميناء

إبرندس  أو إبرنطس أو برينديزي (بالإيطالية: Brindisi)‏ مدينة إيطالية في إقليم بولية وعاصمة مقاطعة إبرندس ضمن الجزء المسمى سالينتو وهي ثالث أكبر مدنه عدد سكانها 87.935 نسمة، تطل على البحر الأدريّ بميناء طبيعي حيث يدخل البحر مخترقا اليابسة، وهو ميناء مهم من الناحية التجارية ومن ناحية الموصلات مع الدول المجاورة، أبرنطس بها مطار، ونشطة من الناحية الزراعية، والصناعية خاصة الصناعات الكيميائية.

## السكان
في سنة 1861 بلغ عدد السكان 9٬137 نسمة، وتطور العدد ليصل في سنة 2011 لـ 88٬812 نسمة.
يظهر هذا المخطط البياني تطور النمو السكاني لـ ابرندس

## التاريخ

### العصور القديمة
هناك العديد من الروايات المتعلقة بمؤسسيها ؛ إحدها تدعى انها تأسست من قبل البطل الأسطوري ديوميديس.
أبرنطس ربما كانت مستوطنة إيليرية سبقت التوسع الرومانى. اسمها اللاتيني بْرُندِسيوم Brundisium من خلال بْرِنطِسيون Brentesion اليونانية المأخوذة من اللغة الميسابية Brention بمعنى «رأس الغزال» وربما تشير إلى شكل المرفأ الطبيعي. 
باعتبارها مركز ميسابي دخلت أبرنطس في صراع مع تارانتو (أي طارنت) وعلاقة مع تورياي Thurii. وقد غزاها الرومان في عام 267 ق.م (245 ق.م وفقا لمصادر أخرى).
بعد الحروب البونيقية أصبحت المركز الرئيسي للقوة العسكرية والتجارية البحرية للرومان. 
في الحرب الاجتماعية أعطيت المواطنة الرومانية، وجعلها لوسيوس كورنيليوس سولا ميناء حرا. 
عانت من حصار فرضه يوليوس قيصر في عام 49 ق.م، وهوجمت مرة أخرى عامي 42 و 40 قبل الميلاد. 

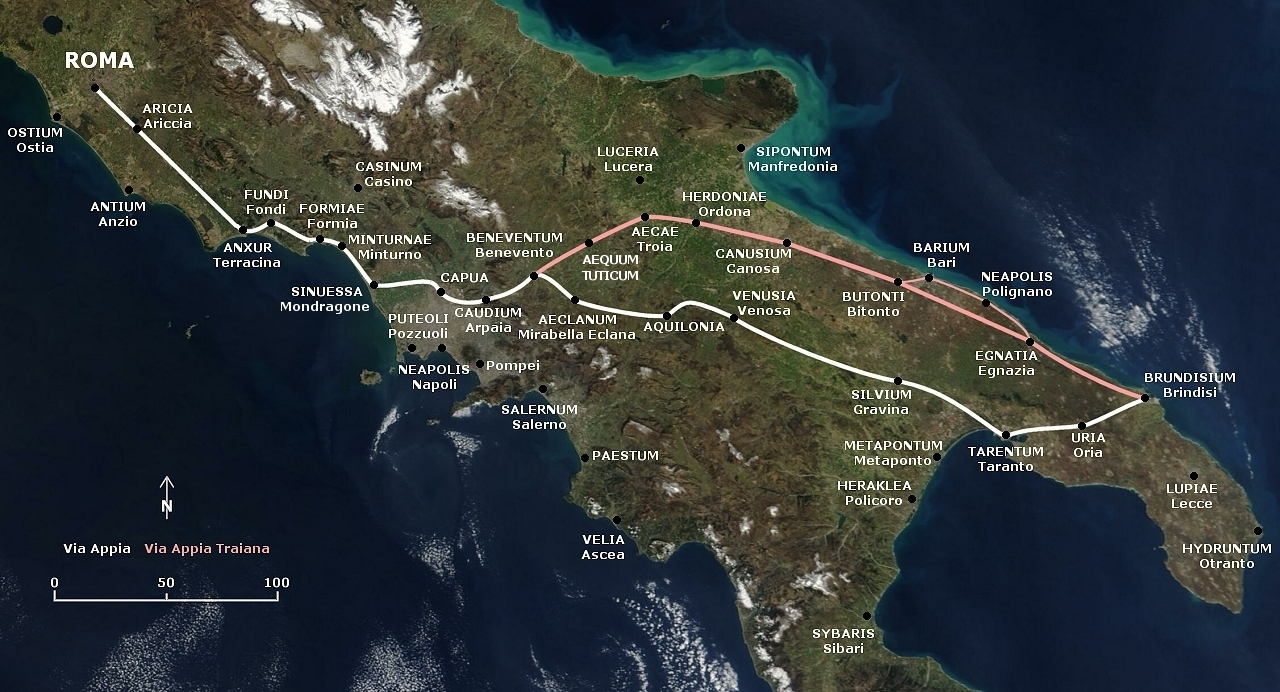
مسار طريق أبيا

ولد فيها الشاعر باكوفيوس عام 220 ق.م، ومات بها الشاعر الشهير فيرجيل في عام 19 ق.م.كانت أبرنطس تحت حكم الرومان مدينة كبيرة يقطنها مائة ألف ساكن وكانت ميناء نشطا، والنقطة رئيسية للتوجه إلى اليونان والشرق، عن طريق دوريس (أي دراس) وكورفو (أي قرفس). وتتصل مع روما المرتبطة بها عبر طريق أبيا وطريق ترايانا.

### العصور الوسطى والحديثة
بعد ذلك غزا أبرنطس القوط الشرقيون، وأعادت الامبراطورية البيزنطية السيطرة عليها في القرن السادس هاء. ودمرها اللومباديون عام 674 بقيادة روموالد الأول من بينيفينتو، لكن مع وجود ميناءها الطبيعي والجيد لم تلبث أن أعيد بناؤها. وفي القرن التاسع كان يوجد مواقع عربية بالقرب من المدينة والتي تم اجتياحها في 836 من قبل القراصنة. حازت عليها بيزنطية مرة أخرى، قبل استيلاء النورمان عليها عام 1070، وكانت بعد ذلك جزءا من مملكة نابولي تحت مختلف السلالات. كغيرها من الموانئ بوليا خضعت أبرنطس لفترة قصيرة لحكم البندقية، ولكن سرعان ما استلت على إسبانيا.
تعرضت لوباء الطاعون ولزلزال في عامي 1348 و1456 على التوالي.
سقطت أبرنطس تحت الحكم النمساوي بين عامي 1707-1734، وآلت الأمور بعد ذلك إلى البوربون. بين ايلول / سبتمبر 1943 وشباط / فبراير 1944 اعتبرت المدينة عاصمة مؤقتة لإيطاليا.
في القرن الحادي والعشرين، أبرنطس هي المقر الرئيسي فوج سان ماركو، وهو اللواء البحري المعروف باسم فوج لا مارينا، وسمي سان ماركو بعد دفاعه الباسل عن البندقية في بداية الحرب العالمية الأولى.